# Maksimilijan Matjaž
Maksimilijan Matjaž (Črna na Koroškem, Carintia, 23 de agosto de 1963) es un prelado católico esloveno. Se desempeña como obispo de Celje desde el 5 de marzo de 2021.

## Biografía
Matjaž nació en una familia católica en Črna na Koroškem, por aquel entonces parte de Yugoslavia.
Asistió a la escuela primaria en Mežica y a la escuela secundaria de economía en Slovenj Gradec, donde se graduó en 1982. Después de realizar un año de servicio militar obligatorio en el ejército yugoslavo, entre 1982 y 1983, ingresó en el Seminario Teológico Mayor de Liubliana y al mismo tiempo se unió a la Facultad de Teología de la Universidad de Liubliana, de la cual se graduó en 1988. Fue ordenado sacerdote el 29 de junio de 1989, para la diócesis de Maribor, después de completar sus estudios filosóficos y teológicos.
Después de su ordenación sacerdotal, el padre Matjaž se dedicó a la pastoral y sirvió como vicario parroquial en Zreče entre 1989 y 1991. En el verano de 1991 continuó sus estudios en el Collegium Germanicum et Hungaricum y completó sus estudios con la licenciatura en Teología Bíblica en 1995 en el Pontificio Instituto Bíblico y con el doctorado en Teología en la misma disciplina en la Pontificia Universidad Gregoriana en 1998.
Tras su regreso a Eslovenia, en 1998 ingresó como profesor adjunto en la Facultad de Teología de la Universidad de Liubliana, y desde 2001 es profesor adjunto en el Departamento de Sagrada Escritura y Judaísmo y desde 2011 profesor asociado de Ciencias Bíblicas y Judaísmo. Desde 2013 es director del Departamento de Biblia y Judaísmo de la Facultad de Teología de la Universidad de Liubliana.
Desde 2006 es miembro del Consejo Sacerdotal de la arquidiócesis de Maribor y desde 2011 miembro del Colegio de Consejeros. También fue vicario parroquial en la parroquia de Dravograd (1998-2010), en Zreče (2010-2012), en la unidad pastoral Slovenj Gradec (2012-2013) y en la parroquia de Šentilj en Slovenske Goricah (2013-2020).

### Episcopado
El 5 de marzo de 2021, Matjaž fue nombrado por el Papa Francisco como tercer obispo de la diócesis de Celje, sucediendo al obispo Stanislav Lipovšek. El 30 de mayo de 2021, el Nuncio Apostólico en Eslovenia, Jean-Marie Speich, confirió la consagración episcopal a Matjaž en la iglesia de los Santos Hermágoras y Fortunato, en Gornji Grad.
Desde el 24 de marzo de 2022, y hasta 2027, es miembro del Consejo Permanente de la Conferencia Episcopal de Eslovenia.